# Oswald Mosley
Sir Oswald Ernald Mosley, 6.º Baronete (Londres, 16 de Novembro de 1896 – Orsay, 3 de Dezembro de 1980) foi um dos principais líderes da extrema-direita fascista da Inglaterra e também um ativista contra a participação britânica no início da Segunda Guerra Mundial, tendo sido fundador da União Britânica de Fascistas (UBF), entre outros partidos. Foi preso em 1940, após a UBF ser banida. Libertado em 1943, ficou em prisão domiciliar até o final da guerra. Em 1951, foi morar na Irlanda e depois França. Tentou por mais duas vezes eleger-se para o Parlamento do Reino Unido, mas recebeu pouco apoio popular e sofreu ostracismo por parte da classe política do país. Sir Mosley faleceu no dia 3 de dezembro de 1980 em sua casa na comuna francesa de Orsay; seu corpo foi cremado em Paris e suas cinzas espalhadas no lago de Orsay.

## Biografia
Oswald Ernald Mosley era o mais velho dos três filhos de Sir Oswald Mosley (5.º Baronete) e Katharine Maud Edwards-Heathcote. Seu pai era um primo de terceiro grau do 14.º conde de Strathmore e Kinghorne (pai de Lady Isabel Bowes-Lyon, que serviu ao lado do rei Jorge VI como Rainha da Grã-Bretanha). Ao final da Primeira Guerra Mundial, Mosley decidiu entrar na política através do Partido Conservador (1918–1922). Já no início da década de 20, ele trocou de lado e passou a integrar o Partido Trabalhista (1924–1931), uma época na qual ele e sua esposa estiveram comprometidos com as causas da Sociedade Fabiana. Durante sua permanência no Partido Trabalhista, foi deputado no parlamento britânico e ministro do trabalho daquela nação. Porém, insatisfeito com o Partido Trabalhista, ele criou o Partido Novo, que ganhou diversos apoiadores que simpatizavam com sua visão econômica corporativista.
O Partido Novo foi se tornando cada vez mais inclinado às políticas fascistas, porém Mosley não teve a oportunidade de estabelecer uma base de poder para seu grupo quando, durante a Grande Depressão, eles foram derrotados na eleição de 1931 — e vários candidatos do partido, incluindo o próprio Mosley, perderam seus assentos até ficarem completamente fora do governo. Conforme o Partido Novo tornou-se gradualmente mais radical e autoritário, os apoiadores de outrora os desertaram, e Mosley viajou para a Itália afim de estudar os "novos movimentos" encabeçados por Benito Mussolini e outros fascistas. Ele retornou para a Inglaterra convencido de que aquele era o melhor caminho a seguir para a Grã-Bretanha e, determinado a unir os movimentos fascistas existentes, criou a União Britânica de Fascistas no ano de 1932. Aquele partido possuía ideais como o protecionismo, anticomunismo e o nacionalismo autoritário. Ele promoveu ainda a criação de um grupo paramilitar, (os Camisas Negras britânicos), com características similares à milícia de mesmo nome dirigida pelo líder fascista italiano, Benito Mussolini. Sir Oswald e os partidários da União Britânica também ficaram conhecidos por apoiar o regime nazista alemão.
A primeira esposa de Sir Oswald, Lady Cynthia Blanche Mosley, foi acometida por uma apendicite aguda que se desenvolveu em um grave caso de peritonite, levando-a ao óbito durante uma cirugia em 1933. Três anos mais tarde, em 1936, Sir Oswald casou-se com sua segunda esposa, Diana Mitford, numa cerimônia em Berlim realizada na residência de Joseph Goebbels, onde o próprio Adolf Hitler foi um dos convidados de honra, e presenteou os recém casados com uma foto emoldurada de si mesmo. Naquele mesmo ano de 1936, Sir Oswald liderou 3 mil membros de sua União Britânica de Fascistas numa marcha pelo East End (um bairro de grande população judaica), escoltados por cerca de 6 mil policiais da cidade de Londres. A marcha gerou um evento que ficou conhecido na história britânica como a "Batalha de Cable Street", pois cerca de 20 mil manifestantes antifascistas compareceram ao local e foram bem sucedidos em impedir a passagem de Mosley e seus liderados.
No início da Segunda Guerra Mundial o casal já contava com dois filhos chamados Max e Alexander, porém ao longo da Grande Guerra, as simpatias de Sir Oswald entre os políticos nazifascistas levaram-no a ser detido pelas autoridades britânicas. Em maio de 1940, ele e a maioria dos fascistas britânicos foram "internados" por força do Regulamento de Defesa 18B, que previa a prisão de simpatizantes do regime nazista, e com base no mesmo regulamento a União Britânica de Fascistas foi proscrita um ano depois. Sua esposa Diana foi detida em junho de 1940 — criando um episódio onde os filhos Max e Alexander foram separados de seus pais. Entretanto, em dezembro daquele mesmo ano, o primeiro ministro Winston Churchill solicitou que a Secretaria da Família (Home Secretary) garantisse que Diana pudesse ver seus filhos com regularidade. Oswald e Diana Mosley seriam libertados da prisão de HMP Holloway em 16 de novembro de 1943, gerando protestos públicos generalizados. Naquela época seus filhos eram recusados em várias escolas, sob alegações que combinavam o comportamento das crianças com a reputação de seus pais — um fato que forçou a família a educá-los em casa. Os Mosley mudaram-se frequentemente para várias cidades da Inglaterra durante este período para evitar a perseguição política no pós-guerra.
As autoridades o libertaram em 1943 sob alegação de que sofria de Tromboflebite, mas mesmo assim passou os últimos anos da Segunda Guerra Mundial em prisão domiciliar, tendo a guerra arruinado completamente sua reputação política. No pós-Guerra Mosley reformulou seu discurso e procurou defender a ideia de "A Europa como uma Nação", que tinha por objetivo instaurar um Estado-nação que se estendesse à todo continente europeu. Entretanto, as reuniões deste movimento foram inúmeras vezes perseguidas e interrompidas por seus opositores (da mesma forma como haviam sido durante a Segunda Guerra). Isso o levou à decisão de, em 1951, trocar a Inglaterra pela Irlanda. Ele mais tarde mudou-se para Paris mas finalmente retornou ao seu país de origem e lançou-se novamente na política defendendo políticas contrárias aos imigrantes estrangeiros, porém não obteve muito apoio. Mosley ainda tentou eleger-se mais uma vez, porém foi igualmente frustrado e retornou à França onde escreveu uma autobiografia.
Sir Oswald morreu em Orsay no dia 3 de dezembro de 1980, acometido pela Doença de Parkinson. Seu corpo foi cremado em Paris e suas cinzas espalhadas no lago de Orsay.

### Legado
Recentemente, um grupo de extrema-direita britânico composto por ex-soldados, autointitulados "21st Century Blackshirts" (Camisas Negras do Século 21), se propôs a reviver a União Britânica de Fascistas, elegendo Sir Oswald Mosley como uma espécie de líder espiritual. Dissidentes do Partido Nacional Britânico e do movimento conhecido como English Defence League, estes oficiais do exército criaram, em janeiro de 2013, um novo partido inspirado na União Britânica de Fascistas que, atualmente, atende pelo nome de "Nova União Britânica" (New British Union - NBU).

## Galeria

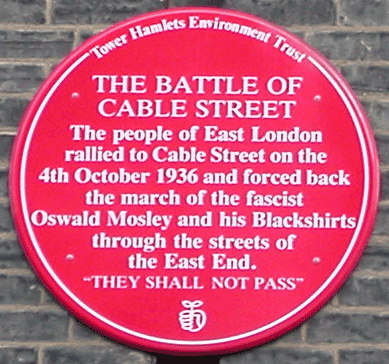
Placa comemorativa da oposição à Oswald Mosley e seus camisas negras, que culminou na Batalha de Cable Street em 4 de Outubro de 1936.